# Xysticus boesenbergi
Xysticus boesenbergi is een spinnensoort uit de familie van de krabspinnen (Thomisidae).
De wetenschappelijke naam van de soort werd in 1928 gepubliceerd door Dmitry Evstratievich Charitonov, als nomen novum voor Xysticus concinnus Bösenberg, 1902 NON Kroneberg, 1875. Platnick vermeldt de naam als nomen dubium, onder verwijzing naar een artikel van Rainer Breitling et al. van 2015: de soort is na de publicatie van de naam, de beschrijving en de afbeelding, nooit meer teruggevonden; de locatie waar het typemateriaal zich bevindt is onbekend, vermoedelijk is het verloren gegaan. Aan de hand van de beschrijving en de afbeelding is zelfs niet te achterhalen in welk geslacht de soort geplaatst moet worden.